# المعاهدة الثانية بين روما وقرطاج
معاهدة الرومانية القرطاجية الثانية عرفت عن طريق بوليبيوس في أول معاهدة في 508-507 قبل الميلاد سنوات الروماني القرطاجي. وقد تم تحديد المجالات ذات الاهتمام روما و قرطاج. وعلاوة على ذلك، فإن المعاهدة تحظر تدخل قرطاج في لاتسيو.